# فلسفة مسيحية
الفلسفة المسيحية هو مصطلح لوصف انصهار مختلف مجالات الفلسفة اللاهوتية مع المذاهب المسيحية. كانت الطريقة المدرسية هي طريقة التعليم الأساسية التي يدرس بها الأكاديميون في الجامعات الأوروبية في القرون الوسطى. والطريقة المدرسية هي فلسفة للتوفيق بين فلسفة فلاسفة العصور الكلاسيكية القديمة مع اللاهوت المسيحي في القرون الوسطى.
يعد اللاهوتي والفيلسوف توما الأكويني أحد الشخصيات المؤثرة في مذهب اللاهوت الطبيعي، وهو أبو المدرسة التوماوية في الفلسفة واللاهوت. تأثيره واسع النطاق على الفلسفة الغربية، وكثيرٌ من أفكار الفلسفة الغربية الحديثة هي إما ثورة ضد أفكاره أو اتفاقٌ معها، خصوصاً في مسائل الأخلاق والقانون الطبيعي ونظرية السياسة. وقد ألَّف العديد من المؤلفات عن الفلسفة التي تعد الأكثر تأثيرًا في الأدب الغربي.
تضم قائمة منظرّي الفلسفة المسيحية أسماء عديدة أبرزها أوغسطينوس، وتوما الأكويني، وفرانسيس بيكون، وبليز باسكال، وهوغو غروتيوس، وغيورغ فيلهلم فريدريش هيغل، وجان جاك روسو، وجان كالفن، وسورين كيركغور، وكارل بارث، وليو تولستوي، وألبرت شوايتزر وإسحاق نيوتن.

## النشأة
لا يوجد دليل مادي عن أعمال مكتوبة منسوبة لـيسوع. ولا يوجد حتى أي فلسفة منظومة أو إلهيات كتبها بنفسه. وهناك روايات عديدة لحياته وكثير من تعاليمه مسجلة في العهد الجديد. وهذه السجلات تمثل الأساس لبعض الفلسفات المسيحية مثل اليسوعية.
وكان شاول الطرسوسي (عرف بعد ذلك باسم بولس الرسول أو القديس بولس) يهوديًا يعذب المسيحيين الأوائل وساعد في تسهيل استشهاد اسطفانوس أول الشمامسة من المسيحيين اليهود المتحدثين بالإغريقية. وحدث لبولس تحول عجيب فأصبح قائدًا مسيحيًا كتب عددًا من الرسائل أو الخطابات إلى الكنائس الأولى التي علمهم فيها العقائد واللاهوت. ونوعًا ما كان بولس يتخذ منحى الفلاسفة المشهورين على الساحة في عصره مثل الكلبيين والشكوكيين وبعض الرواقيين). وسجل عددًا من نقاشاته ومناظراته مع الفلاسفة الإغريق في سفر أعمال الرسل الإنجيلي، وأصبحت رسائله مصدرًا محوريًا للعديد من الفلسفات المسيحية المتأخرة.

## الفلسفة الهلنستيّة والمسيحية المبكرة
الهلنستية هي التسمية التقليدية للثقافة اليونانية للإمبراطورية الرومانية في أيام يسوع وبولس واستمرت لعدة قرون. كانت الفلسفات الكلاسيكية لليونانيين قد انتهت صلاحيتها بالفعل وتقلّصت لدرجة أنه أصبح من الصعب التعرف عليها باستثناء نطاقات صغيرة من المتابعين لتقاليد فيثاغورث وأفلاطون وأرسطو. كانت الفلسفات الجديدة للعالم الهلنستي كلبية وشكوكية ورواقية بشكل متزايد. تدريجياً ظهر اتجاه جديد أكثر تكامل في الفلسفة الهلنستية، ولكن أيضاً في بعض النواحي المعارضة في بعض الأحيان فيما يتعلق بمشاكل فلسفية أخرى أو مجموعة مغايرة من المشاكل. المفكرون الأكثر ارتباطاً بالفلسفات المسيحية الهلنستية هم:
- القديس جاستن: مدافع وفيلسوف مسيحي ركّز عمله في كثير من الأحيان على عقيدة لوغوس، وجادل بأن العديد من الأفكار الفلسفية الرواقية والأفلاطونية كانت مشابهة لأفكار العهد القديم.
- ترتليان: كان ترتليان فيلسوفا قبل اعتناقه المسيحية. بعد هذا التغيير في الاتجاه بقي كاتباً غزير الإنتاج في القرن الثاني الميلادي، ويطلق عليه عادةً اسم «أب الكنيسة الغربية». كان أول أب للكنيسة يستخدم مصطلح الثالوث في إشارة للإلهية، كما طوّر العقيدة الترادوسيانية –أو فكرة أن الروح قد ورِثت من الوالدين- وفكرة أن الله موجود ماديا (ولكن ليس بلحم ودم). لقد قاتل بشراسة ضد المرقيونية، واعتبر الفلسفة اليونانية غير متوافقة مع الحكمة المسيحية. في نهاية حياته، انضم إلى طائفة غير متجانسة من المونتانية، وبالتالي لم يتم اعتباره من الكنيسة الكاثوليكية.
- إيرينيئوس: اشتهر إيرينيئوس بكتاباته الداعية إلى وحد الله والمناهضة للغنوصية. لقد جادل بأن الخطيئة الأصلية كامنة في البشرية، وأنّه من خلال تجسد يسوع كرجل قام بإلغاء خطيئة آدم الأصلية، وبالتالي قدس الحياة للبشرية جمعاء. حاغظ إيرينيئوس على الرأي القائل بأن المسيح هو معلم الجنس البشري الذي من خلاله ستتاح الحكمة للجميع.
- إكليمندس الإسكندري: هو عالم لاهوت ومدافع عن الفلسفة اليونانية، مستخدماً أفكاراً من الأدب الوثني والفلسفة الرواقية والأفلاطونية والغنوصية للدفاع عن المسيحية.
- أوريجانوس: كان له تأثير كبير في دمج عناصر الأفلاطونية في المسيحية. قام بدمج المثالية الأفلاطونية في مفاهيمه عن لوغوس والكنيستين، واحدة مثالية وواحدة حقيقية. كما حمل وجهة نظر أفلاطونية قوية عن الله واصفاً إياه بأنه المثالي وغير المادي. أعلن لاحقاً أنه مهرطق لاعتناقه مذهب الأفلاطونية المتمثل بوجود الروح السابقة. على الرغم من هذا، فإن أوريجانوس هو أب كنيسة[4][5][6][7] ويعتبر على نطاق واسع أحد أهم اللاهوتيين المسيحيين في كل العصور.[8]
- أوغسطينوس: طوّر أوغسطينوس فلسفة مسيحية كلاسيكية وكل الفكر الغربي إلى حد كبير من خلال تجميع الفلسفات المسيحية والهلنستية. استنبط أفكاره بشكل خاص من أفلاطون والفلسفة الأفلاطونية والرواقية، وغير في شكلها وصقلها في ضوء الوحي الإلهي للتعاليم المسيحية والكتاب المقدس. كتب أوغسطينوس على نطاق واسع حول العديد من الموضوعات الدينية والفلسفية. لقد استخدم طريقة مجازية في قراءة الكتاب المقدس، وقام بتطوير عقيدة الجحيم كعقوبة لا نهاية لها، والخطيئة الأصلية باعتبارها ذنب موروث، والنعمة الإلهية كعلاج ضروري للخطيئة الأصلية، وتجديد المعمودية، وبالتالي معمودية الأطفال، والخبرة الداخلية ومفهوم «الذات»؛ الضرورة الأخلاقية للإرادة الحرة للإنسان والانتخاب الفردي للخلاص بالأقدار الأبدية. لقد كان له تأثير كبير في تطور اللاهوت الغربي وفكره –وخاصة أعماله- مدينة الله والاعترافات؛ ووضع الأسس الفلسفية الغربية، وتأثيره على العديد من الفلاسفة جعله واحداً من أكثر الشخصيات نفوذاً في تاريخ الفلسفة.
- أثناسيوس الأول: والد الأرثوذكسية الثالوثية المشاركة في تشكيل عقيدة نيسين، التي عارضت بشدة أريوس، أسقف الإسكندرية الذي اعتبر أن المسيح كان كائناً مخلوقاً مع أتباعه.

## فلسفة العصور الوسطى المسيحية
- بيار أبيلار (1079-1143): كان أبيلار فيلسوفاً وعالماً لاهوتياً رائداً في القرن الثاني عشر، واشتهر بصلته بالمفاهيمية وتطوره في نظرية التأثير الأخلاقي للتكفير.

- أنسلم من كانتربري (1033-1109): اشتهر بالحجة الأنطولوجية حول وجود الله، مثلاً: «الله هو الذي لا يمكن تصور ما هو أكبر منه»، لذلك الله موجود. تم استعمال حجة آنسلم كإرشاد لاهوتيّ لتصور الكمال الإلهي. لقد كان أحد أوائل المفكرين الغربيين الذين شاركوا مباشرةً في إعادة تقديم لأرسطو إلى الغرب. ومع ذلك، لم يكن لديه جميع أعمال أرسطو، والأعمال التي استطاع الوصول إليها كانت باللغة العربية من الحضارة الإسلامية.
- توما الأكويني (1225-1274): كان الأكويني طالباً لألبرت الأكبر، وهو خبير دومنيكي من المدرسة التجريبية، مثل الفرنسيسكان روجر بيكون في أوكسفورد في القرن الثالث عشر. قام الأكويني بتجميع الفليفة الأرسطية مع المسيحية. كان يعتقد أنه لا يوجد أي تناقض بين الإيمان والعقل العلماني، لكنهما يكملان بعضهما البعض بشكل معرفي. لقد اعتقد أن أرسطو قد مثل ذروة الإنسان الذي يسعى إلى الحقيقة بغضّ النظر عن الوحي الإلهي، وبالتالي تبنّى فلسفة أرسطو كإطار في بناء نظرته اللاهوتية والفلسفية. كان توما الأكويني أستاذاً بجامعة باريس المرموقة وهو من معاصري بونافنتورا، وأستاذ فرانسيسكاني في جامعة باريس.
- وليم الأوكامي (1287-1347): الفيلسوف واللاهوتي الذي طور نصل أوكام وكتب على نطاق واسع عن الميتافيزيقيا وعلم الأنطولوجيا ونظرية المعرفة واللاهوت والمنطق والسياسة.
- دانز سكوطس: يعرف باسم «الطبيب الخفي» الذي كانت تميزاته في تقسيم الشعر إسهامات مهمة في الفكر الدراسي والتطور الحديث للمنطق. كان سكوطس أيضاً أستاذاً بجامعة باريس، ولكن ليس بنفس الوقت الذي كان فيه توما الأكويني أستاذاً فيها.

## نهضة وإصلاح الفلسفة المسيحية
- جايكوب أرمينيوس (1560-1609): واعظ وعالم لاهوت وعامل في الكنيسة.
- فرانسيس بيكون: فيلسوف إنجليزي ورجل دولة وعالم وفقيه وخطيب ومؤلف.
- جان بودان (1530-1596): باحث قانوني وفيلسوف سياسي فرنسي، كتب على نطاق واسع في عدد من المجالات.
- إيراسموس (1466-1536): ليس فيلسوفاً بالمعنى الدقيق للكلمة؛ في الواقع لقد كتب بشكل فظيع عن الفلاسفة. كان قائداً لتطوير العلوم الإنسانية إلى قسم من أقسام الأنشطة العلمية الأوروبية. لقد كانت دراساته محاولة لاستعادة وتفسير لغات الكتاب المقدس العبرية القديمة وبناء النص الناقد الأول، وأصبح العهد الجديد نصاً علمياً رسمياً. كتب عن القضايا ذات الصلة بالكنيسة الكاثوليكية. أمضى ست سنوات في دير أوغسطين. واشتهر بسبب كتابه «مدح الحماقة».
- هوغو غروتيوس (1583-1645): عمله المبكر حول قانون البحار تفوق على قانون الحرب والسلام (1625).
- مارتن لوثر (1483-1546): لم يكن مارتن لوثر فيلسوفاً صارماً، فقد عرف شيئاً عن ويليام أوفكام ونظرية المعرفة

الاسمية من حقبة سابقة من الفكر الأوروبي. كما درس بعض المواد الفلسفية لأوغسطينوس ولم يتبع توما الأكويني. تبع مارتن لوثر الفيلسوف إيراسموس في وضع نص نقدي للمخطوطات التوراتية.
- جون كالفن (1509-1564): عالم عقائدي (علم اللاهوت النظامي)، كما هو معروض في معاهدة للديانة المسيحية، ومفسر قام مع مرور الوقت بترجمة الكتاب المقدس من «اللغات الأصلية» في شكل سلسلة كبرى من التعليقات على الكل ما عدا واحد من كتبه لقد حاول بشجاعة تجنب التمثيل الذي كان له تاريخ طويل منذ أن قام فيلون السكندري بتفسير التوراة بطريقة مجازية تخلصت من حرفية كبيرة واستعارات كثيرة في العديد من مقاطع المخطوطات القديمة للكتاب المقدس. حاول كالفن أن ينأى بنفسه عن الطريقة المجازية للتفسير المسيحي للكتاب المقدس، وحاول بكل تأكيد الابتعاد عن أولوية الطريقة، بينما واجه في الأناجيل «رسالة الصليب المكافئة» (ليون موريس... إلخ).
- مارسيليو فيسينو (1433-1499): فيلسوف إنساني إيطالي مؤثر أعاد إحياء الأفلاطونية وكان رائداً في عصر النهضة؛ ترجم كل أعمال أفلاطون وبلوتينيوس إلى اللاتينية، وكذلك العديد من مؤلفي الكتب الأفلاطونية.
- بيكو ديلا ميراندولا (1463-1494): الفيلسوف الإيطالي الذي كان شخصية بارزة في عصر النهضة؛ في سن الـ 23 ألّف 900 أطروحة عن الدين والفلسفة الطبيعية والسحر، وكتب الخطاب عن كرامة الإنسان، الذي كان نصاً مركزياً في عصر النهضة الإنسانية، وأطلق عليه بيان الحركة.

في معظم الحالات، يشير هؤلاء الكتاب إلى شيء ما في فيلسوف سابق، دون إضافة إلى الشكل المستمر للمشكلة التاريخية للمعرفة الفلسفية الغربية. بين كالفن وأرمينيوس الذي ولد قبل موت كالفن ب4 سنوات، أُخذت المدرسة البوتستانتية من مختلف المواقع والسلطات في العصور الوسطى الغربية.

## الفلسفة المسيحية الحديثة

### القرن السابع عشر
- توماس براون (1605-1682): فيلسوف وعالم إنجليزي قدّم أيضاً مساهمات في مجال الطب.

- جوزيف بتلر (1692-1752): أسقف إنجليزي وعالم لاهوت ومدافع وفيلسوف قدم انتقادات لتوماس هوبز وجون لوك وشخصيات مؤثرة أخرى مثل دايفيد هيوم وتوماس ريد وآدم سميث.

- غاليليو غاليلي (1564-1642): فيلسوف إيطالي وفيزيائي ورياضياتي وعالم فلك؛ لعب دوراً رئيسياً في الثورة العلمية ودافع بشكل مثير للجدل عن مركزية الشمس، مما أدى إلى حدوث قضية غاليليو، كما كتب عن العلاقة بين العلم والدين؛ غالباً ما يطلق عليه «والد العلم الحديث».
- جوزيف كلانفيل (1636-1680): فيلسوف وكاتب ورجل دين إنجليزي، كان مدافعاً رئيسياً عن الفلسفة الطبيعية، على الرغم من أنه لم يكن هو نفسه عالماً.
- جون لوك (1632-1704): فيلسوق سياسي ذو نفوذ شديد، غالباً ما أطلق عليه «والد الليبرالية الكلاسيكية»؛ تم تطوير العديد من المفاهيم الفلسفية الخاصة به؛ والتي شملت تطويره لنظرية العقد الاجتماعي. كما كتب اعتذاراً بعنوان «معقولية المسيحية» (1695).
- نيكولا مالبرانش (1638-1715): الفيلسوف العقلاني الفرنسي الذي اشتهر بأفكاره عن العرضية ورؤية الهك؛ وعاداه بشدة كل من أوغسطينوس وتوما الأكويني.
- إسحاق نيوتن (1642-1727): الفيزيائي الإنجليزي وعالم الرياضيات وعالم الفلك والفيلسوف الطبيعي والخيميائي واللاهوتي؛ كان أحد الشخصيات البارزة في الثورة العلمية، وكتب في كثير من الأحيان عن القضايا الدينية واللاهوتية.
- بليز باسكال (1623-1662): عالم رياضيات وفيزياء ومخترع وفيلسوف فرنسي كتب على نطاق واسع عن الدين واللاهوت الكاثوليكي.
- أنطونيو أوغسطين كالميت (1672-1757): باحث وراهب فرنسي أسود حاصل على وسام الرهبنة البندكتية بعد أن كتب العديد من الأعمال الدينية يما في ذلك الأطروحة الشهيرة حول ظهور الأرواح ومصاصي الدماء أو الثائرين الذين اتخذوا نهجاً علمياً عند النظر في حالات ما قبل السحر ومصاصي الدماء والمعتقدات الخرافية الغامضة الأخرى . لقد بحث في استخدام الطريقة العلمية وعلم الأحياء وعلم النفس والكيمياء وعلم أصول الكلام واستكشف تاريخ الأساطير المختلفة للفلكلور لتحديد ما إذا كان الادعاء بالتعذيب أو السحر هو حقيقة أم خيال.

### القرن الثامن عشر
- جورج بيركلي: الفيلسوف الأنغلو-إيرلندي الذي طور نظرية المثالية الذاتية وكتب بإسهاب في عدد من المجالات مثل الميتافيزيقيا ونظرية المعرفة وفلسفة اللغة وفلسفة الرياضيات.
- يوهان جوتفريد هردر: هو فيلسوف لاهوتي ألماني.
- فرانسيس هوتشيسون: فيلسوف اسكتلندي، كان شخصية مهمة في التنوير الإسكتلندي ويرتبط بالمدرسة التجريبية.
- إيمانويل كانت: على الرغم من أنه «أعاد» تفسير العقائد المسيحية الأساسية بشكل غير تقليدي للغاية، إلا أنه أشاد بالمسيح باعتباره تأكيداً على «التصرف الأخلاقي الخالص من القلب» الذي «يمكن أن يسمح للإنسان بأن يرضي ربه جداً» بينما يحاول تحديد ما يراه الكثيرون بأنه الجوهر العقلاني للإيمان المسيحي.[9][10] كان يعتبر أيضاً مدافعاً متمرس عن المسيحية من قبل بعض الفلاسفة مثل نيتشه.[11]
- جان جاك روسو: فيلسوف جينيفي اعتنق الكنيسة الكاثوليكية الرومانية في وقت مبكر من حياته وعاد إلى الكالفينية المتقشفة كجزء من إصلاحه الداخلي.[12]

### القرن التاسع عشر وبداية القرن العشرين
- أوين بارفيلد: الفيلسوف والمؤلف والشاعر والناقد الأدبي الذي كان له تأثير على سي إس لويس وجي آر تولكين.
- كارل بارث: عالم اللاهوت الأرثوذكسي السويسري الإصلاحي الجديد، كتب كتاب «الكنيسة العقائدية الضخمة» حيث أتم منه 6 ملايين كلمة حتى وفاته في عام 1968. أكّد بارث على التمييز بين الفكر الإنساني والواقع الإلهي وعلى أنه بينما كان البشر يحاولون فهم الإله كانت مفاهيمنا لا تتماشى تماماً مع الواقع الإلهي نفسه، على الرغم من أن الله يكشف نفسه عن واقعه جزئياً من خلال اللغة والثقافة البشرية. نبذ بارث بشدة فكرة أنه فيلسوف. لقد اعتبر نفسه عقائدياً كنيسياً وواعظاً.
- رودولف بولتمان: عالم لاهوت لوثراني ألماني، كان أحد أكثر علماء الكتاب المقدس نفوذاً في القرن العشرين وشخصية رئيسية في المسيحية الليبرالية والوجودية المسيحية؛ كان صديقاً حميماً للفيلسوف مارتن هايدغر واستند في علم التأويل إلى أسلوب التفكير الوجودي وطوّر منظوراً تفسيرياً يعرف باسم علم الفلك.
- جي كي تشيستيرتون: مؤلف بريطاني كاثوليكي وفنان وفيلسوف وناقد أدبي، قام بتطبيق الفكر المسيحي في صورة غير خيالية؛ تتناول قصائده مجموعة متنوعة من القضايا اللاهوتية والأخلاقية والسياسية والاقتصادية، لاسيما أهمية البحث عن الحقيقة ونشرها.[13][14]
- جورج فيلهلم فريدريش هيغل: الفيلسوف الألماني البارز الذي كان شخصية بارزة في المدرسة المثالية الألمانية والذي خلق فكرة المدرسة الفلسفية المعروفة باسم الهيغليانية، وقد تأثرت فلسفته إلى حد كبير بمعتقداته الدينية اللوثرية، كما كتب العديد من الأعمال المتعلقة بفلسفة الدين.
- سي. إس. لويس: ناقد أدبي مؤثر على نطاق واسع وعالم في العصور الوسطى، وعالم أساطير ومدافع عن الإيمان المسيحي الذي التزم به في النصف الأخير من حياته. لقد ادّعى انّه ليس فيلسوفاً، ولكن دفاعه عن المسيحية هو الأساس لتشكيل رؤية عالمية مسيحية للعديد من القراء المعاصرين.
- ليو تولستوي: الكاتب الروسي الذي يعد واحداً من أكثر المؤلفين شهرة في التاريخ الأدبي الحديث والمعروف بأعماله كالحرب والسلام وآنا كارنينا؛ تأثرت كتاباته بشدّة بمعتقداته الدينية؛ أصبح بطلاً مبكراً للفوضوية المسيحية، حيث كتب عن معتقداته الدينية والفلسفية في أعمال مثل مملكة الله في داخلك والاعتراف. أثّرت كتاباته على شخصيات مثل مارتن لوثر كينغ الابن ولمهاتما غاندي.
- بول تيليتش: يدلاً من البدء بعمله الفلسفي مع أسئلة الله أو الآلهة، بدأ تيليتش ب«ظواهر الكرسي»؛ وهي أطروحته الأساسية التي تقول أن الدين هو الاهتمام النهائي. ما يهم الشخص في نهاية المطاف فيما يتعلق بمعناه النهائي ووجوده يمكن فهمه عن طريق الدين.
- كورنليوس فان تيل: فيلسوف هولندي أمريكي كالفانيّ، ساهم بشكل خاص في نظرية المعرفة وتطوير مجموعة واحدة من علوم الدفاع عن النفس الفلسفية والمعروفة باسم علوم الدفاع عن المسيحية قبل الافتراض.